# Ija
Die Ija (russisch Ия) ist ein Fluss in der russischen Oblast Irkutsk.
Der 484 km lange Fluss hat seinen Ursprung im Ostsajan. Von dort fließt er in nordöstlicher Richtung.
Er passiert die Stadt Tulun. Schließlich mündet er von Südwesten kommend in den Bratsker Stausee, welcher von der Angara durchflossen wird. Das Einzugsgebiet umfasst 18100 km². Zwischen Anfang November bis Ende April ist der Fluss zugefroren.
Während des Hochwassers Ende Juni 2019 wurden mehrere Uferorte, darunter die Stadt Tulun, überflutet.